# Hoa hậu Venezuela 2007
Hoa hậu Venezuela 2007 là cuộc thi Hoa hậu Venezuela lần thứ 55 được tổ chức tại Caracas, thủ đô của Venezuela vào ngày 13 tháng 9 năm 2007. Người chiến thắng của cuộc thi là cô Dayana Mendoza, đến từ bang Amazonas. Cô sẽ đại diện cho đất nước Venezuela tham dự cuộc thi Hoa hậu Hoàn vũ 2008. Sau khi đêm chung kết diễn ra, Hannelys Quintero - Hoa hậu Thế giới Venezuela 2007 đã bị một khán giả quá khích nhảy lên sân khấu và cướp vương miện của cô.

## Các danh hiệu cao nhất
- Dayana Mendoza - Amazonas: Hoa hậu Venezuela 2007
- Hannelys Quintero - Cojedes: Hoa hậu Thế giới Venezuela 2007
- Dayana Colmenares - Carabobo: Hoa hậu Quốc tế Venezuela 2007